# Крипецкое-1
Крипецкое-1 (Крипецкое) — деревня в Торошинской волости Псковского района Псковской области.
Находится в 4 км к северу от железнодорожной станции и деревни Торошино.
| 2001 | 2002 | 2010 |
| ---- | ---- | ---- |
| 338  | ↘300 | ↘261 |

Формально существуют две деревни: Крипецкое-1 (собственно Крипецкое) и Крипецкое-2.
Образовалась при торфопредприятии. Решение о создании торфопредприятия и при нём поселка сельского типа вынесено в июне 1941 года. Строиться и расширяться стал после войны с 1944 года.
Первоначально строился пленными немецкими солдатами. В 7 км от деревни находится Крипецкой монастырь.